# Tretopleura
Tretopleura is een geslacht van sponsdieren uit de klasse van de Hexactinellida.

## Soorten
- Tretopleura candelabrum Ijima, 1927
- Tretopleura styloformis Tabachnick, 1988